# Richard Axel
Richard Axel (* 2. července 1946 New York) je americký vysokoškolský pedagog a neurobiolog, spolu s Lindou B. Buckovou nositel Nobelovy ceny za fyziologii a lékařství za rok 2004. Ocenění získali za výzkum olfaktorického (čichového) systému a zjištění, které geny řídí vnímání vůní. Jejich studie odhalily více než tisíc genů zapojených do rozpoznávání pachů a poskytly vysvětlení, jak geny utvářejí naše vnímání smyslového prostředí.
Axelova práce pomohla vytvořit obor genetického inženýrství, který způsobil revoluci v biotechnologickém průmyslu a položil základy pro některé z dnešních slibných imunoterapií, jako jsou CAR-T buňky. Objevil také souvislost mezi virem HIV a receptorem CD4 na T-lymfocytech.
Richard Axel získal roku 1967 bakalářský titul na Kolumbijské univerzitě, medicínu dokončil na Univerzity Johnse Hopkinse. Ve 32 letech se stal profesorem patologie a biochemie na Kolumbijské univerzitě. Své výzkumy provádí v Lékařském institutu Howarda Hughese při Kolumbijské univerzitě.

## Mládí a studia
Richard Axel se narodil v New Yorku polským židovským přistěhovalcům. Vyrůstal v Brooklynu a v mládí se díky své vysoké postavě věnoval basketbalu. V roce 1963 absolvoval Stuyvesant High School, v roce 1967 získal bakalářský titul na Kolumbijské univerzitě a v roce 1971 lékařský titul na Univerzitě Johnse Hopkinse. Pro medicínu se však příliš nehodil a studium ukončil se slibem, který dal vedoucímu katedry, že nebude vykonávat klinickou praxi. Své poslání našel ve výzkumu a ještě téhož roku se vrátil na Kolumbijskou univerzitu, kde se v roce 1978 stal řádným profesorem patologie a biochemie.

## Vědecká kariéra
Koncem sedmdesátých let 20. století Axel spolu s mikrobiologem Saulem J. Silversteinem a genetikem Michaelem H. Wiglerem vyvinuli techniku přenosu genů, která umožňuje vložit cizí DNA do hostitelské buňky. Jejich práce umožnila nový přístup k izolaci genů a poskytla podrobnou analýzu jejich fungování a také umožnila produkovat určité klinicky důležité proteiny.

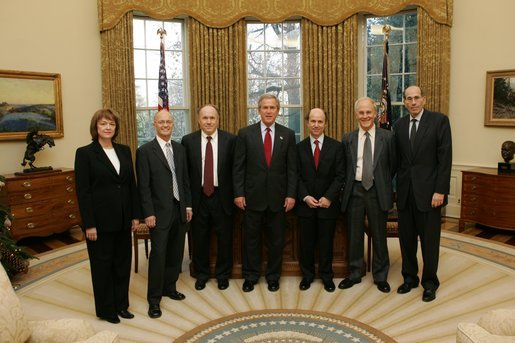
Setkání laureátů Nobelovy ceny za rok 2004 s prezidentem George W. Bushem v Oválné pracovně. Zleva Linda Buck (fyziologie a lékařství), Finn Kydland (ekonomie), Edward Prescott (ekonomie), Frank Wilczek (fyzika), David Gross (fyzika) a Richard Axel (fyziologie a lékařství)

Většinu své kariéry se věnoval popisu toho, jak různá zvířata cítí pachy. Společně s Lindou Buckovou zjistili, že stovky genů v DNA kódují čichové receptory umístěné v čichových neuronech v nose. Každý receptor je bílkovina, která se změní, když se na něj připojí pachová látka. To způsobí vyslání elektrického signálu do mozku. Malé rozdíly mezi různými čidly pachových látek znamenají, že určité pachové látky způsobují uvolnění signálu z konkrétního receptoru. Pachy se skládají z velkého množství různých látek a různé signály z receptorů jsou interpretovány jako specifické vůně. V roce 1991 publikovali Axel s Buckovou převratnou vědeckou práci založenou na tomto výzkumu, v níž podrobně popsali svůj objev rodiny 1 000 genů, které kódují nebo produkují čichové receptory. Receptory se nacházejí na čichových receptorových buňkách, které jsou seskupeny v malé oblasti v zadní části nosní dutiny, v takzvaném čichovém epitelu.
Experimenty na myších a drozofilách ukázaly, že anatomické uspořádání a funkční logika čichových obvodů u drozofily a savců jsou si nápadně podobné, přestože jsou si tyto organismy evolučně vzdáleny. Nicméně lidé mají jen asi 350 typů funkčních čichových receptorů, což je asi třetina počtu u potkanů. Geny, které kódují čichové receptory u lidí, představují asi 3 procenta všech lidských genů.
Za objev čichových receptorů a organizace čichového systému byli Richard Alex a Linda Bucková oceněni v roce 2004 Nobelovou cenou za fyziologii a lékařství.

## Osobní život
Axel je podruhé ženatý s vědeckou kolegyní Cornelií Bargmann. Dřívější manželka Ann Axel pracovala jako sociální pracovnice v lékařském centru Kolumbijské univerzity.